# Primer Ministre d'Estònia
El Primer Ministre d'Estònia (En estonià Eesti Vabariigi Peaminister) és el cap de govern de la República d'Estònia. El Primer Ministre és nomenat pel president i confirmat pel parlament. Normalment és escollit per a aquest càrrec el líder del partit o coalició amb major representació al parlament. L'actual Primer Ministre és Jüri Ratas que va ser nomenat el 23 de novembre de 2016 i representa a la coalició parlamentària formada pel Partit del Centre Estonià (Eesti Keskerakond), el Partit Socialdemòcrata (Sotsiaaldemokraatlik Erakond) i la Unió Pro Pàtria i Res Pública (Erakond Isamaa ja Res Publica Liit).
L'activitat del govern està dirigida pel Primer Ministre, que és el veritable cap polític de l'Estat. D'acord amb la constitució la seva labor principal és la supervisió de la labor del govern. La importància del primer ministre i el seu paper en el govern i les relacions amb els altres ministeris depenen en gran manera en la posició que ocupa el partit que lidera el Primer Ministre en relació amb els altres partits de la coalició i la influència que posseïx dintre del seu propi partit. La major autonomia l'assoleix el Primer Ministre si gaudeix d'una forta autoritat dintre del seu partit i el govern es compon únicament de representants d'aquest partit. De totes maneres en les qüestions crucials l'última paraula la té el Riigikogu representant del poder legislatiu.

## Primer Ministre

### Des de 1918 a 1920
Estònia va ser governada mitjançant un Primer Ministre durant els dos primers anys de la independència (1918-1920), després de la caiguda de l'Imperi Rus. Els dos primers governants van ser consellers del país (Maapäeva o Maanukogu valitsused), els cinc següents van ser designats per elecció directa de l'Assemblea Constituent (Asutav Kogu).
|  | Nom               | Inici                  | Fi                                         | Partit                      | Coalició       |
|  | Konstantin Päts 1 | 24 de febrer de 1918   | 26 de novembre de 1918                     | Unió del Poble Rural        | Sense coalició |
|  | Konstantin Päts 1 | 26 de novembre de 1918 | 8 de maig de 1919                          | Unió del Poble Rural        | Sense coalició |
|  | Otto Strandman    | 8 de maig de 1919      | 18 de novembre de 1919                     | Partit del Treball Estonià  | ESDTP+TE+RE    |
|  | Jaan Tõnisson     | 18 de novembre de 1919 | 28 de juliol de 1920                       | Partit Popular Estonià      | ESDTP+TE+RE    |
|  | Ado Birk 2        | 28 de juliol de 1920   | 30 de juliol de 1920                       | Partit Popular Estonià      | TE+RE+KRE      |
|  | Jaan Tõnisson 3   | 30 de juliol de 1920   | 26 d'octubre de 1920                       | Partit Popular Estonià      | RE             |
|  | Ants Piip4        | 26 d'octubre de 1920   | 21 de desembre de 1920/25 de gener de 1921 | Partido del Treball Estonià | TE             |

### Des de 1920 a 1934
En virtut de la constitució de 1920, es va instaurar un sistema parlamentari on els càrrecs de cap d'estat i primer ministre es trobaven units en el de Riigivanem (Ancià d'Estat), que era nomenat pel Riigikogu i depenia d'ell, per tant es pot concloure que estava més pròxim a la figura de Primer Ministre encara que també posseïa algunes funcions pròpies d'un President de República, competències que repartia amb el president del parlament. El govern podia ser constituït o dissolt per una majoria simple.
|   | Nom             | Inici                  | Final                  | Partit                          | Coalició                       |
| 1 | Konstantin Päts | 25 de gener de 1921    | 21 de novembre de 1922 | Unió de Grangers                | TE+PK+RE+KRE                   |
|   | Juhan Kukk      | 21 de novembre de 1922 | 2 d'agost de 1923      | Partit del Poble Estonià        | TE+PK (+RE)                    |
| 2 | Konstantin Päts | 2 d'agost de 1923      | 26 de març de 1924     | Unió de Grangers                | PK+TE+RE+KRE                   |
|   | Friedrich Akel  | 26 de març de 1924     | 16 de desembre de 1924 | Partit Popular Cristià          | TE+RE+KRE                      |
|   | Jüri Jaakson    | 16 de desembre de 1924 | 15 de desembre de 1925 | Partit Popular Estonià          | PK+ESDTP+TE+RE+KRE             |
|   | Jaan Teemant    | 15 de desembre de 1925 | 23 de juliol de 1926   | Unió de Grangers                | PK+TE+KRE+AS+RVP               |
| 3 | Jaan Teemant    | 23 de juliol de 1926   | 4 de març de 1927      | Unió de Grangers                | PK+AS+RE+KRE+MAJA              |
|   | Jaan Teemant    | 4 de març de 1927      | 9 de desembre de 1927  | Unió de Grangers                | PK+AS+RE+KRE+MAJA              |
|   | Jaan Tõnisson   | 9 de desembre de 1927  | 4 de desembre de 1928  | Partit Popular Estonià          | PK+AS+TE+RE                    |
|   | August Rei      | 4 de desembre de 1928  | 9 de juliol de 1929    | Partit Socialista Obrer Estonià | ESTP+AS+TE+KRE                 |
| 4 | Otto Strandman  | 9 de juliol de 1929    | 12 de febrer de 1931   | Partit del Treball Estonià      | PK+AS+TE+RE+KRE                |
|   | Konstantin Päts | 12 de febrer de 1931   | 19 de febrer de 1932   | Unión de Grangers               | ESTP+PK+RE+MAJA                |
|   | Jaan Teemant    | 19 de febrer de 1932   | 19 de juliol de 1932   | Unió de Grangers                | PK+AS+TE+RE                    |
| 5 | Kaarel Eenpalu  | 19 de juliol de 1932   | 1 de novembre de 1932  | Partit Camperols Units          | ÜPE+RKE                        |
|   | Konstantin Päts | 1 de novembre de 1932  | 18 de maig de 1933     | Partit Camperols Units          | Sense coalició                 |
|   | Jaan Tõnisson   | 18 de maig de 1933     | 21 d'octubre de 1933   | Partit Nacional de Centre       | RKE+AS (+ PK oposició interna) |
|   | Konstantin Päts | 21 d'octubre de 1933   | 24 de gener de 1934    | Ühinenud Põllumeeste Erakond    | Sense coalició                 |

#### Llegenda
PK – Unió dels Grangers (Põllumeeste Kogud)

 TE – Partit del Treball Estonià (Eesti Tööerakond)

RE – Partit Popular Estonià (Eesti Rahvaerakond)

ESDTP – Partit Socialdemòcrata Obrer Estonià (Eesti Sotsiaaldemokraatiline Partei); des de 1925 ESTP – Partit Socialista Obrer Estonià (Eesti Sotsialistlik Tööliste Partei) 

AS – Partit del Camperols (Asunikud ...)
KRE Partit Popular Cristià (Kristlik Rahvaerakond)

RVP – Partit Nacional Liberal (Rahvuslik Vabameelne Partei)
MAJA - Unió de les Societats de Propietaris de Terres (Üleriiklik Majaomanike Seltside Liit)
ÜPE – Partit dels Camperols Units (Ühinenud Põllumeeste erakond), unió de PK+AS 
 RKE – Partit Nacional de Centre (Rahvuslik Keskerakond), unió de RE+TE+KRE+MAJA

### Des de 1934 a 1937
Amb la constitució de 1933, aprovada en plebiscit, es va instaurar un règim presidencialista encara que el cop d'estat portat a terme pel president Konstantin Päts que s'havia autodesignat a més primer ministre va impedir l'any següent la celebració de les programades eleccions democràtiques, adoptant el títol de Riigihoidja, protector de l'estat, el 1937. El 1938 quan les eleccions havien estat assegurades mitjançant una nova constitució, va ser nomenat president, deixant lliure el càrrec de primer ministre.
|  | Nom             | Inici               | Fi                    | Partit       |
|  | Konstantin Päts | 24 de gener de 1934 | 3 de setembre de 1937 | Sense partit |

### Des de 1938 a 1944
Després de l'ocupació soviètica al juny de 1940, el president Päts es va veure obligat a nomenar primer ministre Johannes Vares del partit comunista. Entre el 14 i 15 de juliol es van celebrar eleccions parlamentàries monopartidistes on tots els partits no comunistes van ser prohibits. El partit comunista, amb la majoria absoluta al parlament va demanar l'annexió a la Unió Soviètica, duta a terme el mes següent, amb la qual cosa la figura de Primer Ministre va deixar d'existir.
En 1941 Estònia va ser ocupada pel Tercer Reich i alliberada en 1944. Aprofitant el buit de poder que va seguir la retirada alemanya, el President Jüri Uluots va tornar de l'exili nomenant Primer Ministre Otto Tief, que va formar un efímer govern fins a la nova invasió soviètica. A més el Comitè Electoral de la República d'Estònia reunit el 20 d'abril de 1944, va declarar il·legal el nomenament de Johannes Vares de 1940 i reconeixia a Jüri Uluots com a primer ministre en funcions de president des del 21 de juny de 1940 fins a aquest moment.
|   | Nom              | Inici                                                      | Fi                     | Partit                   |  |
| 6 | Kaarel Eenpalu 5 | 9 de maig de 1938 (en funcions des del 21 d'abril de 1938) | 12 d'octubre de 1939   | Sense partit             |  |
| 7 | Jüri Uluots      | 12 d'octubre de 1939                                       | 21 de juny de 1940     | Sense partit             |  |
| 8 | Johannes Vares   | 21 de juny de 1940                                         | 25 d'agost de 1940     | Partit Comunista Estonià |  |
|   | Otto Tief        | 18 de setembre de 1944                                     | 22 de setembre de 1944 | Sense partit             |  |

### Des de 1944 a 1992, Primer Ministre a l'exili
Després de l'ocupació soviètica el primer ministre Otto Tief va ser capturat i empresonat el 10 d'octubre de 1944, encara que va conservar el càrrec fins a 1953. Des de llavors el govern en l'exili, primer a Suècia i més tard a Noruega, fou l'encarregat de mantenir la continuïtat de la República d'Estònia fins a la seva nova independència en 1991. El títol era Peaministri asetäitja
|   | Nom              | Inici                  | Fi                     |  |
| * | Otto Tief        | 18 de setembre de 1944 | 12 de gener de 1953    |  |
| * | Johannes Sikkar  | 12 de gener de 1953    | 22 d'agost de 1960     |  |
| * | Tõnis Kint       | 22 d'agost de 1960     | 1 de gener de 1962     |  |
| * | Aleksander Warma | 1 de gener de 1962     | 29 de març de 1963     |  |
| * | Tõnis Kint       | 2 d'abril de 1963      | 23 de desembre de 1970 |  |
| * | Heinrich Mark    | 8 de maig de 1970      | 1 de març de 1990      |  |
| * | Enno Penno       | 1 de març de 1990      | 15 de setembre de 1992 |  |

### Des de 1991 fins ara
|    | President | President                    | Inici                  | Final                  | Partit                          |
|    |           | Edgar Savisaar (en funcions) | 20 d'agost de 1991     | 29 de gener de 1992    | Rahvarinne                      |
|    |           | Tiit Vähi (en funcions)      | 29 de gener de 1992    | 21 d'octubre de 1992   | (Sense partit)                  |
| 9  |           | Mart Laar                    | 21 d'octubre de 1992   | 8 de novembre de 1994  | Unió Pro Pàtria                 |
| 10 |           | Andres Tarand                | 8 de novembre de 1994  | 17 d'abril de 1995     | Moderats                        |
| 11 |           | Tiit Vähi                    | 17 d'abril de 1995     | 17 de març de 1997     | Partit de la Coalició Estoniana |
| 12 |           | Mart Siimann                 | 17 de març de 1997     | 25 de març de 1999     | Partit de la Coalició Estoniana |
|    |           | Mart Laar                    | 25 de març de 1999     | 28 de gener de 2002    | Unió Pro Pàtria                 |
| 13 |           | Siim Kallas                  | 28 de gener de 2002    | 10 d'abril de 2003     | Partit Reformista Estonià       |
| 14 |           | Juhan Parts                  | 10 d'abril de 2003     | 12 d'abril de 2005     | Partit Res Pública              |
| 15 |           | Andrus Ansip                 | 12 d'abril de 2005     | 26 de març de 2014     | Partit Reformista Estonià       |
| 16 |           | Taavi Rõivas                 | 26 de març de 2014     | 23 de novembre de 2016 | Partit Reformista Estonià       |
| 17 |           | Jüri Ratas                   | 23 de novembre de 2016 | 26 de gener de 2021    | Partit del Centre Estonià       |
| 18 |           | Kaja Kallas                  | 26 de gener de 2021    | 22 de juliol de 2024   | Partit Reformista Estonià       |
| 19 |           | Kristen Michal               | 22 de juliol de 2024   |                        | Partit Reformista Estonià       |